# Vestalis apicalis
Espèce
Statut de conservation UICN

 LC  : Préoccupation mineure
Vestalis apicalis est une espèce d'insectes de l'ordre des odonates (libellules), du sous-ordre des Zygoptera (demoiselles), de la famille des Calopterygidae et du genre Vestalis.